# ユナイテッド・アーバン投資法人
ユナイテッド・アーバン投資法人（-とうしほうじん）は、東京都港区に本部を置く投資法人で、東証上場のJ-REIT。資産運用会社は丸紅100%出資の丸紅リートアドバイザーズ株式会社。

## 概要
丸紅がスポンサーの総合型J-REITである。
スポンサーは2003年の設立当初、トリニティ・インベストメント・トラストLLC、丸紅、アンブロウズ・キャピタル・リミテッド（クレディ・スイス）、大和生命保険及び極東証券の5社であったが、2017年12月に丸紅単独スポンサーとなった。

## 沿革
- 2003年（平成15年）11月4日 - 本投資法人の設立。
- 2003年（平成15年）12月22日 - 東証に上場。
- 2010年（平成22年）12月1日 - 「日本コマーシャル投資法人」を吸収合併。
- 2023年（令和5年）12月1日 - 資産運用会社が「ジャパン・リート・アドバイザーズ株式会社」から「丸紅リートアドバイザーズ株式会社」に商号変更[6]。

## ポートフォリオ
組入物件は、商業施設、オフィス、ホテル、住居等である。2023年7月末時点で資産規模6,918億円、141物件である。
主な所有物件は以下の通り。
- ヨドバシカメラマルチメディア吉祥寺
- 心斎橋OPA本館
- 新宿ワシントンホテル本館
- ロワジールホテル&スパタワー那覇
- 川崎東芝ビル
- ロイヤルパインズホテル浦和
- リーガロイヤルホテル小倉・あるあるCity
- 新大阪セントラルタワー（オフィスと新大阪ワシントンホテルプラザ）
- パシフィックマークス西梅田
- （売却済）パシフィックマークス江坂
- 大阪ベイタワー（一部）

## 日本コマーシャル投資法人
「日本コマーシャル投資法人」は、2006年9月26日に東証上場した（証券コード：3229）。スポンサーはパシフィックマネジメント株式会社（後のパシフィックホールディングス株式会社）で、資産運用会社はスポンサー100％子会社の「パシフィック・コマーシャル・インベストメント株式会社」であった。2009年3月のパシフィックホールディングスの会社更生手続開始を申し立てに伴い、2010年11月26日に上場廃止、2010年12月1日にユナイテッド・アーバン投資法人に吸収合併され、消滅した。なお、不動産市場安定化ファンドを活用した2投資法人のうちの1つである。